# Championnats du Kazakhstan de cyclisme sur route
Les championnats du Kazakhstan de cyclisme sur route sont disputés tous les ans au Kazakhstan.

## Hommes

### Podiums de la course en ligne
| Année | Vainqueur            | Deuxième               | Troisième             |
| ----- | -------------------- | ---------------------- | --------------------- |
| 1997  | Serguei Iakovlev     | Dmitriy Fofonov        | Aleksandre Nadobenko  |
| 1998  | Serguï Belooussov    | Vleri Titov            | Konstantin Kouznetsov |
| 1999  | Andrei Teteriouk     | Dmitri Mouraviov       | Pavel Nevdakh         |
| 2000  | Serguei Iakovlev     | Andrey Mizourov        | Andrei Teteriouk      |
| 2001  | Andrey Mizourov      | Serguei Iakovlev       | Vleriy Titov          |
| 2002  | Dmitri Mouraviov     | Pavel Nevdakh          | Kaïrat Baïgoudinov    |
| 2003  | Pavel Nevdakh        | Vadim Gorbachevski     | Valentin Iglinskiy    |
| 2004  | Andrey Mizourov      | Andrey Kashechkin      | Maxim Iglinskiy       |
| 2005  | Alexandre Vinokourov | Andrey Mizourov        | Andrey Kashechkin     |
| 2006  | Andrey Kashechkin    | Alexandre Vinokourov   | Maxim Iglinskiy       |
| 2007  | Maxim Iglinskiy      | Andrey Mizourov        | Valentin Iglinskiy    |
| 2008  | Assan Bazayev        | Sergey Renev           | Maxim Gourov          |
| 2009  | Dmitriy Fofonov      | Maxim Gourov           | Dmitriy Gruzdev       |
| 2010  | Maxim Gourov         | Assan Bazayev          | Vladislav Gorbunov    |
| 2011  | Andrey Mizourov      | Aleksandr Chouchemoïne | Ruslan Tleubayev      |
| 2012  | Assan Bazayev        | Alexey Lutsenko        | Abdraimzhan Ishanov   |
| 2013  | Aleksandr Dyachenko  | Sergey Renev           | Tilegen Maidos        |
| 2014  | Ilya Davidenok       | Aleksandr Chouchemoïne | Nurbolat Kulimbetov   |
| 2015  | Oleg Zemlyakov       | Dmitriy Lukyanov       | Stepan Astafyev       |
| 2016  | Arman Kamyshev       | Aleksandr Chouchemoïne | Matvey Nikitin        |
| 2017  | Artyom Zakharov      | Alisher Zhumakan       | Grigoriy Shtein       |
| 2018  | Alexey Lutsenko      | Nikita Stalnov         | Artyom Zakharov       |
| 2019  | Alexey Lutsenko      | Dmitriy Gruzdev        | Anton Kuzmin          |
| 2020  | Pas organisé         |                        |                       |
| 2021  | Yevgeniy Fedorov     | Yevgeniy Gidich        | Artyom Zakharov       |
| 2022  | Yevgeniy Gidich      | Artyom Zakharov        | Gleb Brussenskiy      |
| 2023  | Alexey Lutsenko      | Yevgeniy Gidich        | Daniil Marukhin       |
| 2024  | Dimitriy Gruzdev     | Gleb Brussenskiy       | Iogan Shtein          |
| 2025  | Yevgeniy Fedorov     | Anton Kuzmin           | Daniil Marukhin       |

Multi-titrés

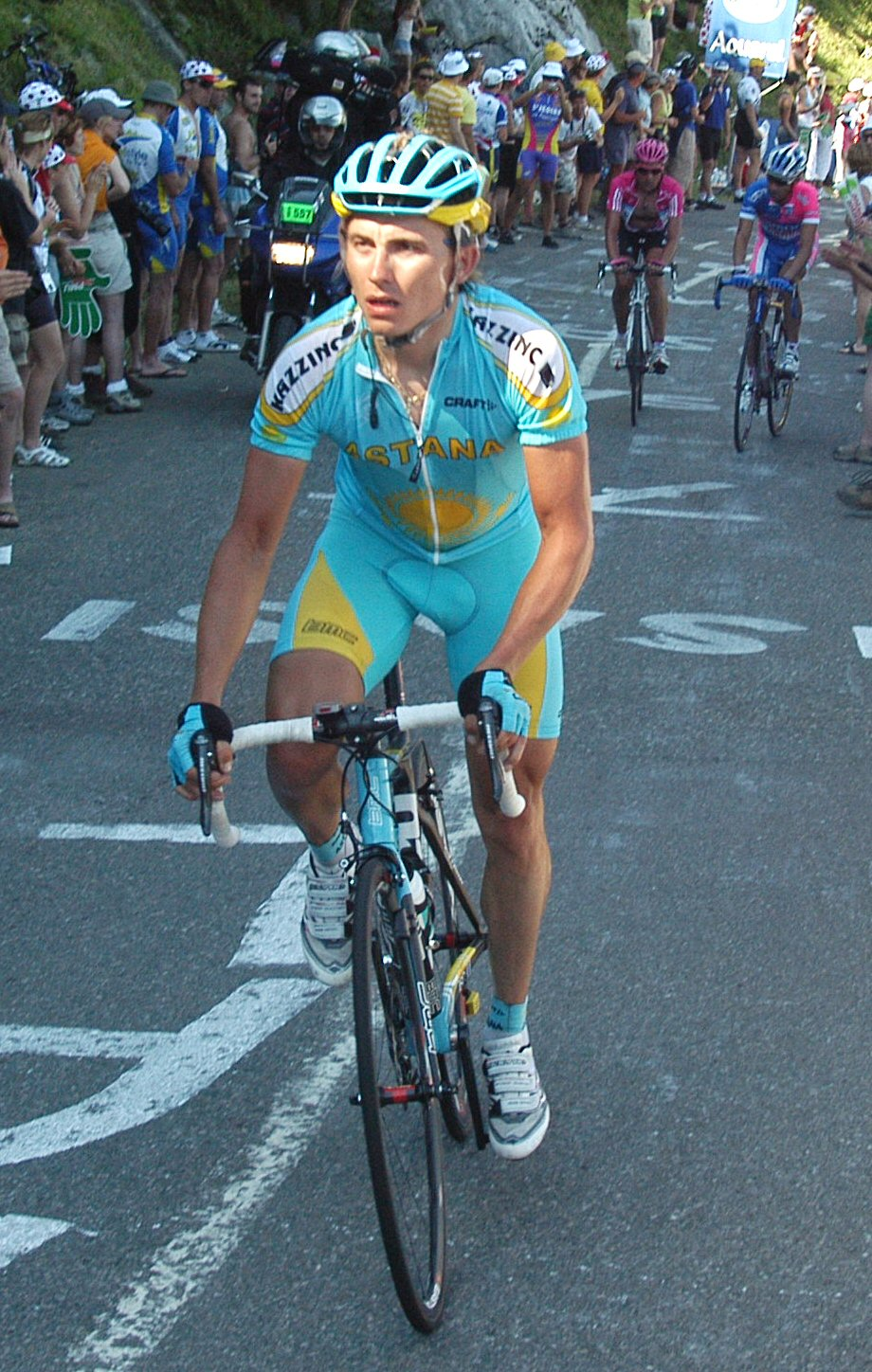
Maxim Iglinskiy, revêtu du maillot de champion du Kazakhstan durant le Tour de France 2007

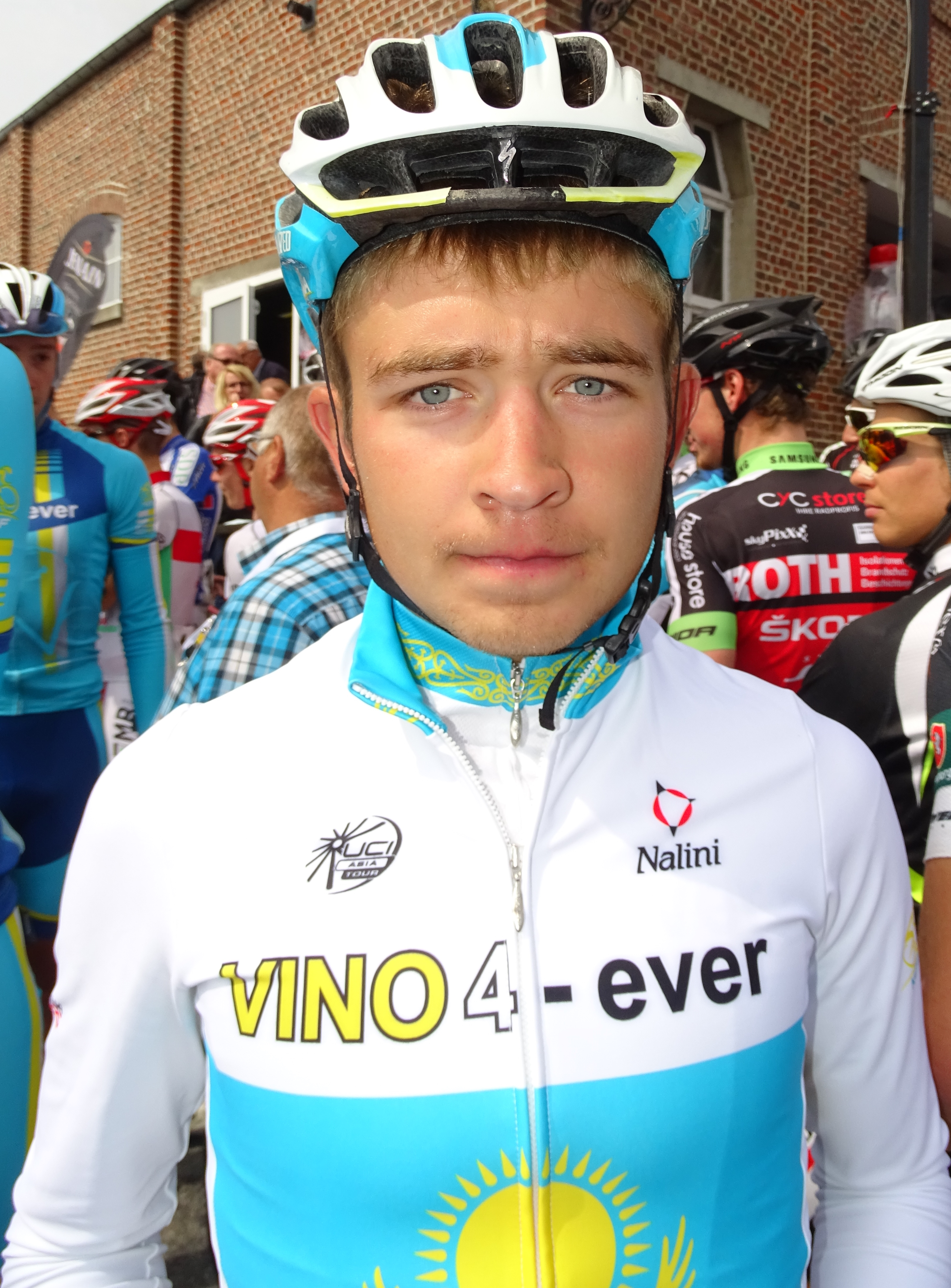
Oleg Zemlyakov titré en 2015

- 3 : Alexey Lutsenko, Andrey Mizourov
- 2 : Assan Bazayev, Serguei Iakovlev, Yevgeniy Fedorov

### Podiums du contre-la-montre
| Année | Vainqueur           | Deuxième            | Troisième           |
| ----- | ------------------- | ------------------- | ------------------- |
| 2000  | Dmitriy Fofonov     | Sergueï Yakovlev    | Andrey Mizourov     |
| 2001  | Vadim Kravchenko    | Serguey Drevyanov   | Pavel Nevdakh       |
| 2002  | Andrey Mizourov     | Dmitriy Muravyev    | Pavel Nevdakh       |
| 2003  | Dmitriy Muravyev    | Serguei Lavrenenko  | Yuriy Yuda          |
| 2004  | Pavel Nevdakh       | Andrey Mizourov     | Yuriy Yuda          |
| 2005  | Dmitriy Muravyev    | Maxim Iglinskiy     | Maxim Gourov        |
| 2006  | Maxim Iglinskiy     | Dmitriy Muravyev    | Yuriy Yuda          |
| 2007  | Alexsandr Dyachenko | Dmitriy Gruzdev     | Andrey Mizourov     |
| 2008  | Andrey Mizourov     | Andrey Zeits        | Roman Kireyev       |
| 2009  | Andrey Mizourov     | Roman Kireyev       | Andrey Zeits        |
| 2010  | Andrey Mizourov     | Roman Kireyev       | Daniil Fominykh     |
| 2011  | Dmitriy Gruzdev     | Andrey Mizourov     | Alexsandr Dyachenko |
| 2012  | Dmitriy Gruzdev     | Alexey Lutsenko     | Daniil Fominykh     |
| 2013  | Andrey Mizourov     | Aleksandr Dyachenko | Daniil Fominykh     |
| 2014  | Daniil Fominykh     | Oleg Zemlyakov      | Dmitriy Rive        |
| 2015  | Alexey Lutsenko     | Daniil Fominykh     | Zhandos Bizhigitov  |
| 2016  | Dmitriy Gruzdev     | Zhandos Bizhigitov  | Nikita Stalnov      |
| 2017  | Zhandos Bizhigitov  | Nikita Stalnov      | Artyom Zakharov     |
| 2018  | Daniil Fominykh     | Igor Chzhan         | Andrey Zeits        |
| 2019  | Alexey Lutsenko     | Dmitriy Gruzdev     | Daniil Fominykh     |
| 2020  | Pas organisé        |                     |                     |
| 2021  | Daniil Fominykh     | Yevgeniy Fedorov    | Yuriy Natarov       |
| 2022  | Yuriy Natarov       | Igor Chzhan         | Anton Kuzmin        |
| 2023  | Alexey Lutsenko     | Dmitriy Gruzdev     | Anton Kuzmin        |
| 2024  | Dimitriy Gruzdev    | Igor Chzhan         | Gleb Brussenskiy    |
| 2025  | Yevgeniy Fedorov    | Daniil Pronskiy     | Anton Kuzmin        |

Multi-titrés
- 5 : Andrey Mizourov
- 4 : Dimitriy Gruzdev
- 3 : Alexey Lutsenko, Daniil Fominykh
- 2 : Dmitriy Muravyev

### Podiums du critérium
| Année | Vainqueur       | Deuxième               | Troisième     |
| ----- | --------------- | ---------------------- | ------------- |
| 2004  | Aleksey Kolesov | Iliya Chernishev       | Alexey Lyalko |
| 2023  | Ruslan Aliyev   | Nurbergen Nurlykhassym | Igor Yussifov |

## Femmes

### Podiums de la course en ligne
| Année | Vainqueur             | Deuxième              | Troisième             |
| ----- | --------------------- | --------------------- | --------------------- |
| 2005  | Zulfiya Zabirova      | Marina Andreichenko   | Lyubov Dombitskaya    |
| 2006  | Zulfiya Zabirova      |                       |                       |
| 2007  | Zulfiya Zabirova      | Lyubov Dombitskaya    | Natalya Saifutdinova  |
| 2008  | Zulfiya Zabirova      | Mariya Slokotovich    | Olesya Atrashkevich   |
| 2009  | Mariya Slokotovich    | Marina Andreichenko   | Natalya Saifutdinova  |
| 2015  | Natalya Saifutdinova  | Makhabbat Umutzhanova | Faina Potapova        |
| 2016  | Natalya Saifutdinova  | Natalya Sokovnina     | Faina Potapova        |
| 2017  | Tatyana Geneleva      | Faina Potapova        | Amiliya Iskakova      |
| 2018  | Natalya Saifutdinova  | Amiliya Iskakova      | Makhabbat Umutzhanova |
| 2019  | Svetlana Pachshenko   | Anzhela Solovyeva     | Tatyana Bogdanova     |
| 2020  |                       |                       |                       |
| 2021  | Makhabbat Umutzhanova | Faina Potapova        | Rinata Sultanova      |
| 2022  | Rinata Sultanova      | Akpeiil Ossim         | Kristina Stuzhuk      |
| 2023  | Makhabbat Umutzhanova | Rinata Sultanova      | Anzhela Solovyeva     |
| 2024  | Rinata Sultanova      | Violetta Kazakova     | Yelizaveta Sklyarova  |
| 2025  | Yelizaveta Sklyarova  |                       |                       |

### Podiums du contre-la-montre
| Année | Vainqueur             | Deuxième             | Troisième             |
| ----- | --------------------- | -------------------- | --------------------- |
| 2005  | Zulfiya Zabirova      | Lyubov Dombitskaya   | Olesya Atrashkevich   |
| 2006  | Zulfiya Zabirova      | Lyubov Dombitskaya   |                       |
| 2007  | Zulfiya Zabirova      | Mariya Slokotovich   | Marina Andreichenko   |
| 2008  | Zulfiya Zabirova      | Mariya Slokotovich   | Natalia Yelisseyeva   |
| 2009  | Mariya Slokotovich    | Marina Andreichenko  | Natalya Saifutdinova  |
| 2010  | Natalya Saifutdinova  | Yelena Antonova      | Valentina Ylbrikht    |
| 2015  | Yekaterina Yuraitis   | Natalya Saifutdinova | Natalya Sokovnina     |
| 2016  | Yekaterina Yuraitis   | Natalya Saifutdinova | Makhabbat Umutzhanova |
| 2017  | Natalya Sokovniva     | Yekaterina Yuraitis  | Makhabbat Umutzhanova |
| 2018  | Natalya Saifutdinova  | Faina Potapova       | Tatyana Geneleva      |
| 2019  | Makhabbat Umutzhanova | Natalya Saifutdinova | Rinata Sultanova      |
| 2020  |                       |                      |                       |
| 2021  | Rinata Sultanova      | Marina Kuzmina       | Anzhela Solovyeva     |
| 2022  | Makhabbat Umutzhanova | Yelena Mandrakova    | Akpeiil Ossim         |
| 2023  | Makhabbat Umutzhanova | Violetta Kazakova    | Akpeiil Ossim         |
| 2024  | Rinata Sultanova      | Akpeiil Ossim        | Makhabbat Umutzhanova |
| 2025  | Akpeiil Ossim         |                      |                       |

## Espoirs Hommes

### Podiums de la course en ligne
| Année | Vainqueur              | Deuxième        | Troisième        |
| ----- | ---------------------- | --------------- | ---------------- |
| 2021  | Nurbergen Nurlykhassym | Daniil Marukhin | Orken Slamzhanov |
| 2022  | Nicolas Vinokourov     | Ilkhan Dostiyev | Orken Slamzhanov |
| 2023  | Nicolas Vinokourov     | Andrey Remkhe   | Orken Slamzhanov |

Multi-titrés
- 2 : Nicolas Vinokourov

### Podiums du contre-la-montre
| Année | Vainqueur       | Deuxième          | Troisième          |
| ----- | --------------- | ----------------- | ------------------ |
| 2021  | Igor Chzhan     | Dmitriy Potapenko | Iogan Shtein       |
| 2022  | Daniil Pronskiy | Andrey Remkhe     | Nicolas Vinokourov |
| 2023  | Maxim Taraskin  | Rudolf Remkhi     | Nicolas Vinokourov |

## Juniors Hommes

### Podiums de la course en ligne
| Année | Vainqueur              | Deuxième               | Troisième              |
| ----- | ---------------------- | ---------------------- | ---------------------- |
| 2011  | Roman Semyonov         | Pazylbek Zhaksylyk     | Sergey Luchshenko      |
| 2012  | Artur Fedosseyev       | Dmitriy Rive           | Kirill Prolubnikov     |
| 2013  | Yerlan Pernebekov      | Yuriy Chsherbinin      | Sergey Shemyakin       |
| 2014  | Grigoriy Shtein        | Yuriy Chsherbinin      | Tamirlan Tassymov      |
| 2015  | Dinmukhammed Ulysbayev | Nikita Sokolov         | Assylkhan Turar        |
| 2016  | Vadim Pronskiy         | Nikita Sokolov         | Igor Chzhan            |
| 2017  | Yevgeniy Fedorov       | Nurbergen Nurlykhassym | Daniil Marukhin        |
| 2018  | Daniil Pronskiy        | Maxim Gridchin         | Nurbergen Nurlykhassym |
| 2019  | Bauyrzhan Zhaparuly    | Nicolas Vinokourov     | Denis Burnashov        |
| 2020  | Pas organisé           |                        |                        |
| 2021  | Maxim Konkin           | Andrey Remkhe          | Ruslan Aliyev          |
| 2022  | Alexey Vaganov         | Vyacheslav Sichkarev   | Matvey Vorobyev        |
| 2023  | Maxim Shnakinberg      | Daniil Zinkevich       | Sayat Aidarkhan        |
| 2024  | Mansur Beisembay       | Mikhail Podluzhnyy     | Maxim Shnakinberg      |
| 2025  | Murat Kuitenov         | Almir Valiev           | Kirill Chzhan          |

### Podiums du contre-la-montre
| Année | Vainqueur         | Deuxième               | Troisième             |
| ----- | ----------------- | ---------------------- | --------------------- |
| 2012  | Dmitriy Rive      | Viktor Okishev         | Sergey Luchshenko     |
| 2013  | Dmitriy Rive      | Vitaly Zverev          | Alexey Voloshin       |
| 2014  | Yuriy Natarov     | Maxim Satlikov         | Anton Kuzmin          |
| 2015  | Assylkhan Turar   | Vadim Pronskiy         | Alexander Ovsyannikov |
| 2016  | Vadim Pronskiy    | Dinmukhammed Ulysbayev | Nikita Sokolov        |
| 2017  | Gleb Brussenskiy  | Igor Chzhan            | Maxim Gridchin        |
| 2018  | Yevgeniy Fedorov  | Gleb Brussenskiy       | Igor Yussifov         |
| 2019  | Dmitriy Noskov    | Yaroslav Zinkovskiy    | Maxim Popugayev       |
| 2020  | Pas organisé      |                        |                       |
| 2021  | Andrey Remkhe     | Ruslan Aliyev          | Maxim Taraskin        |
| 2022  | Alexey Vaganov    | Aslan Tekturganov      | Nikita Shestakov      |
| 2023  | Mikhail Podluzhny | Vladislav Bashlykov    | Vladislav Skibin      |
| 2024  | Kirill Chzhan     | Mikhail Podluzhny      | Daniil Zinkevich      |
| 2025  | Pavel Podluzhnyy  | Kirill Chzhan          | Artyom Markshtaler    |

Multi-titrés
- 2 : Dmitriy Rive